# Dichotomius protectus
Dichotomius protectus là một loài bọ cánh cứng trong họ Bọ hung (Scarabaeidae).